# پیکسل ۶
پیکسل ۶ و پیکسل ۶ پرو (به انگلیسی: Pixel 6 & Pixel 6 Pro) یک جفت گوشی هوشمند اندرویدی می‌باشند که توسط گوگل به عنوان بخشی از خط تولید گوگل پیکسل طراحی، توسعه و به بازار عرضه شده‌اند. پیکسل ۶ به عنوان جانشین پیکسل ۵ به بازار معرفی شده‌است.
این تلفن‌ها برای اولین بار در اوت ۲۰۲۱ پیش‌نمایش شدند و گزارش‌هایی مبنی بر اینکه آنها توسط یک سامانه روی یک تراشه سفارشی به نام Google Tensor ارائه می‌شوند را تأیید می‌کند.
در این گوشی دوربین‌ها در یک نوار افقی روی قاب پشتی قرار گرفته‌اند. پیکسل ۶ و پیکسل ۶پرو با اندروید ۱۲ عرضه شدند و گوگل ویژگی‌های هوش مصنوعی و رایانش فراگیر متعددی را در جریان رویداد معرفی گوشی‌ها اعلام کرد.
در جریان مراسم رونمایی، گوگل رنگ‌بندی رسمی این گوشی‌ها را اعلام کرد و در همان روز سه گزینه رنگی برای پیکسل۶ و چهار گزینه رنگی برای پیکسل ۶ پرو، برای پیش‌سفارش در دسترس قرار گرفت. با شروع حمل و نقل در ۲۵ اکتبر فروشگاه گوگل هیچ تخفیفی برای دستگاه‌ها در جمعه سیاه ارائه نکرد، که در سالهای گذشته بی‌سابقه بود. در فوریه ۲۰۲۲، پیکسل ۶ و پیکسل ۶ پرو در «تعداد محدود» در ایتالیا و اسپانیا در دسترس قرار گرفتند و دو هفته بعد عرضه محدود این گوشی‌ها در سنگاپور آغاز شد.

## طراحی
| پیکسل ۶                                    | پیکسل ۶                                   | پیکسل ۶                                   |                                          | پیکسل ۶ پرو                              | پیکسل ۶ پرو                               | پیکسل ۶ پرو |
| Diagram of a Pixel 6 smartphone in orange. | Diagram of a Pixel 6 smartphone in black. | Diagram of a Pixel 6 smartphone in green. | Diagram of a Pixel 6 smartphone in gray. | Diagram of a Pixel 6 smartphone in gold. | Diagram of a Pixel 6 smartphone in black. |             |
| Kinda Coral                                | Stormy Black                              | Sorta Seafoam                             | Cloudy White                             | Sorta Sunny                              | Stormy Black                              |             |